# 남풀라주

남풀라주

남풀라주(포르투갈어: Nampula)는 모잠비크 북동부에 위치한 주로, 주도는 남풀라이며 면적은 81,606km2, 인구는 3,985,285명(2007년 인구 조사 기준)이다. 북쪽으로는 카부델가두주, 북서쪽으로는 니아사주, 남서쪽으로는 잠베지아주, 동쪽과 남쪽으로는 모잠비크 해협과 인접해 있다.

## 인구
| 연도    | 인구      | ±% p.a. |
| ------- | --------- | ------- |
| 1980    | 2,402,700 | —       |
| 1997    | 3,063,456 | +1.44%  |
| 2007    | 4,084,656 | +2.92%  |
| 2017    | 5,758,920 | +3.49%  |
| source: |           |         |